# 17 Wielkopolska Dywizja Piechoty
17 Wielkopolska Dywizja Piechoty (17 DP) – wielka jednostka piechoty Armii Wielkopolskiej i Wojska Polskiego II RP.
W okresie  międzywojennym dowództwo 17 DP stacjonowało w Gnieźnie. W jej skład w 1923 wchodziły: 68 pp, 69 pp i 70 pułk piechoty.

W czasie kampanii wrześniowej dywizja walczyła w składzie Armii „Poznań”. 9 września w składzie GO gen. Knolla weszła do bitwy nad Bzurą w rejonie Łęczycy, zdobyła Modlną i Celestynów. W nocy z 12 na 13 września wycofała się za Bzurę, a 16 września nacierała na Sochaczew. Częściowo rozbita przez niemiecką 4 DPanc i pułk SS Leibstandarte „Adolf Hitler”, swymi resztkami broniła Palmir.  Ostatecznie pobita w toku przebijania się ku Warszawie w Łomiankach.

## Geneza
6 czerwca 1919 Dowództwo Główne Sił Zbrojnych Polskich w byłym zaborze pruskim wydało rozkaz o sformowaniu 3 Dywizji Strzelców Wielkopolskich, w składzie:
- dowództwo
  - dowódca – gen. ppor. Wincenty Odyniec do 24 VI 1920
  - szef łączności – por. łącz. Jan Kaczmarek
- I Brygada (XXXIII Brygada Piechoty)
- II Brygada (XXXIV Brygada Piechoty)

Pułki 69 i 70 powstały w trakcie walk na froncie południowym powstania, a 68 pułk Piechoty Wielkopolskiej z poznańskich oddziałów 1 pułku rezerwowego.
1 lutego 1920 po zjednoczeniu Armii Wielkopolskiej z Wojskiem Polskim 3 Dywizja Strzelców Wielkopolskich została przemianowana na 17 Dywizję Piechoty Wielkopolskiej. Pułki strzelców wchodzące w skład dywizji przemianowane zostały odpowiednio na: 67, 68, 69 i 70 pułki Piechoty Wielkopolskiej. Brygady piechoty otrzymały rzymską numerację: XXXIII i XXXIV.

## 17 Wielkopolska Dywizja Piechoty w latach 1921-1939

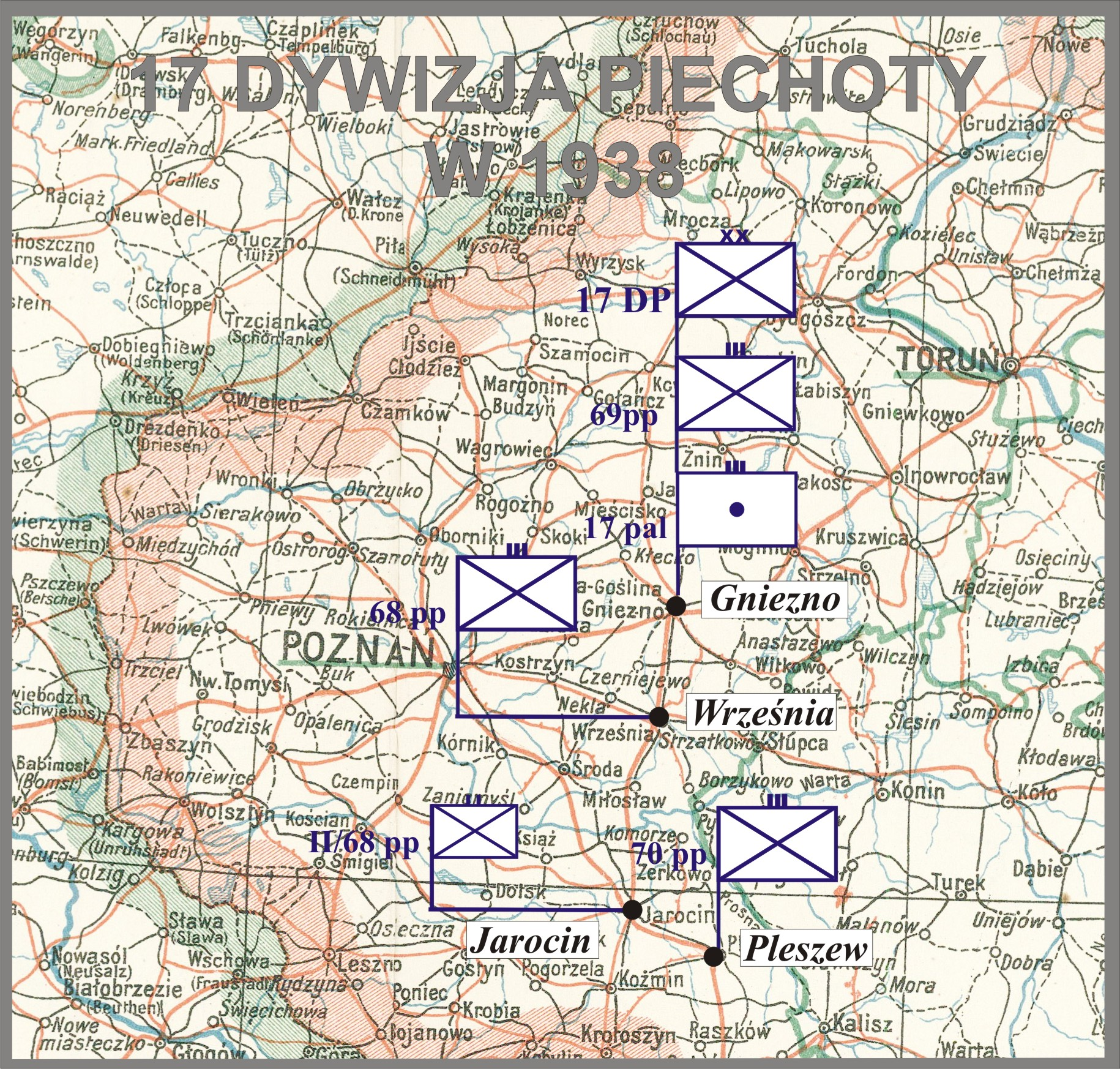
17 DP w 1938

Sztab dywizji stacjonował w Gnieźnie. W 1921 wydzielono z dywizji 67 pułk Piechoty Wielkopolskiej.

## Dywizja w kampanii wrześniowej 1939
17 DP wchodziła w skład Armii „Poznań”.

### Działania dywizji w kampanii wrześniowej
Późnym wieczorem 12 września gen. Knoll-Kownacki wydał swoim wojskom rozkaz odwrotu na północny brzeg Bzury. Oddziały grupy rozpoczęły przegrupowanie na linii Łęczyca – Sierpów.  Dowódca 17 DP płk Mozdyniewicz postanowił wykonać przemarsz 17 DP w dwóch kolumnach:
- kolumna zachodnia w składzie: 68 pp bez III batalionu, 69 pp bez I batalionu, 5 batalion ckm, 17 pal bez 1 i 3 dywizjonu, 17 dac, 17 bateria artylerii plot., po osi: Modlna – Małachowice – Skotniki – dwór Karsznice – Sługi – dwór Czarne Pole – dwór Ktery,
- kolumna wschodnia w składzie: 70 pp, III/68 pp, 8 bs, oddział rozpoznawczy, I i III/17 pal, po osi: Wypychów – Borowiec – Czerników – Janowice – Goślub – dwór Siemienice,
- 1 batalion 69 pp miał odejść wraz z 56 pp na przeprawę w rejonie Zagaja.

W myśl wcześniejszych rozkazów w poprzek osi ruchu 17 DP, maszerowały tabory 25 DP i grupy kawalerii. Dzięki ogromnemu wysiłkowi organizacyjnemu udało się przerzucić dywizję na północny brzeg Bzury.
W południe dywizja ugrupowana była następująco:
- 68 pp z 5 batalionem ckm, II/17 pal oraz 8 bs organizowały tymczasową obronę wzdłuż Bzury od dworu Ktery do dworu Siemienice
- 69 pp, 17 dac i III/17 pal rozmieszczone były w Strzegocinie,
- 70 pp – jego bataliony rozmieściły się odpowiednio w Malewie, Kucharach i w Marcinowie, a dowództwo w Świniarach,
- oddział rozpoznawczy w Młogoszynie,
- dowództwo dywizji w Nagodowie

Rozkazem dowódcy GO gen. Knolla-Kownackiego z 13 września 17 DP otrzymała zadanie:
- zorganizować częścią sił obronę Bzury w granicach: granica zachodnia, jak wschodnia granica grupy kawalerii, tj. Gledzianówek–Strzegocin–Wierzyki, granica wschodnia folwark Gosławice–Garbów–Stradzew, luzując tym samym oddziały 14 DP znajdujące się na przeprawach w rejonie Młogoszyna i Orłowa,
- stworzyć rygiel obronny na rzece Ochni,
- trzymać w rejonie Szewc silny odwód gotowy do przeciwnatarć.

W ciągu dnia większość oddziałów dywizji odpoczywała, uzupełniała straty. W południe zlikwidowano przedmoście na prawym brzegu Bzury, a II i III/68 pp odeszły za rzekę. Pozostawiono jedynie kawalerię dywizyjną. Jeden z podjazdów kawaleryjskich skierowany na Piątek Niemcy rozbili. Przed wieczorem płk Mozdyniewicz wydał rozkaz operacyjny. W jego wyniku 70 pp wraz z przydzielonymi siłami do godz. 600 14 września zluzował oddziały 14 DP na odcinku Młogoszyn – Orłów, 68 pp obsadził przeprawę w Siemienicach, zamknął przeprawę w Kterach i zorganizował obronę na Ochni od Krzyżanowa do Jagniątek. 69 pp rozlokował się w Szewcach jako odwód. 17 dac zajął stanowiska w rejonie Mateuszew – Waliszew w gotowości do wsparcia obrony na Bzurze, przede wszystkim odcinka 70 pp.
14 września dowództwo 17 DP znajdowało się w Szewcach Nagórnych. Po południu wydano rozkazy do przyjęcia ugrupowania przeciwpancernego. Odwodowy 69 pp maszerował przez Bąków i wieczorem rozlokował się w rejonie Rząśna, a 17 dac przeszedł do Pleckiej Dąbrowy. Dowództwo 17 DP przegrupowało się w Wiskienicy. Oddziały broniące linii Bzury do południa nie miały styczności z nieprzyjacielem. Dopiero po południu czołowe pododdziały niemieckiej 17 DP podeszły pod przeprawę w Kterach. Przeprawy bronił 5 batalion ckm (bez kompanii strzeleckiej i 1 kompanii ckm) wsparty II dywizjonem 17 pal. Na pozostałych odcinkach nawiązano od 16.00 jedynie kontakt z niemieckimi patrolami. O tej samej porze z grupy operacyjnej nadszedł rozkaz dalszego marszu na wschód, do Karsznic. Nad Bzurą miał pozostać oddział wydzielony „Szewce” pod dowództwem płk. Smolarskiego w składzie: 70 pp, 8 bs, 5 batalion ckm, 72 kompania ckm na taczankach, I/17 pal i 7 bateria 3 dywizjonu 17 pal. Oddział podlegać miał bezpośrednio gen. Knollowi-Kownackiemu. Jego zadaniem była obrona przepraw przez Bzurę na odcinku Ktery – Orłów. 
68 pp z pododdziałami wzmocnienia wyruszył o 20.00 z rejonu Szewce Nadolne i idąc przez Plecką Dąbrowę o świcie doszedł do Wiskienicy. III/68 pp, obsadzający dotąd przeprawę w Siemienicach pomaszerował przez Młogoszyn –Szewce – Stradzew – Plecką Dąbrowę docierając rano do Śleszyna. Tu zorganizował wymuszony postój, ponieważ żołnierze odmówili dalszego marszu. 69 pp wymaszerował z Rząśna i przez Łaźniki – Złaków Kościelny dotarł do Karsznic.
W czasie kiedy wojska maszerowały na wschód, dowódca oddziału wydzielonego „Szewce” zreorganizował obronę na Bzurze. Odpowiedzialność za obronę przeprawy w Kterach przejął prawdopodobnie 7 bs ze zgrupowania gen. Grzmota-Skotnickiego. W nocy na rozkaz dowódcy dywizji płk Smolarski odesłał dwie kompanie strzeleckie i dwie ckm.
15 września 68 pp, po krótkim odpoczynku w rejonie Wiskienic maszerował dalej osiągając w południe rejonu Czerniew–Towarzystwo. Kolejny rozkaz nakazywał marsz dywizji w rejon Zofiówka–Cypriany–Ćmiszew–Rybno. Marsz miał się rozpocząć o godz. 17:30. Pierwsza wyruszyła kawaleria dywizyjna. Główne siły 17 DP ruszyły o zmroku. 68 pp maszerował dwiema kolumnami po osi Kiernozia–Wejsce–Konstantynów–Rybno. 69 pp szedł w jednej kolumnie do rejonu Cypriany—Ćmiszew. Dowództwo 17 DP przeniosło się z Wiskienic do Rybna.

### Ordre de Bataille i obsada personalna 17 DP w kampanii wrześniowej
- Kwatera Główna 17 DP
  - Dowództwo
    - dowódca – płk dypl. Mieczysław Mozdyniewicz
    - dowódca piechoty dywizyjnej – płk dypl. Władysław Smolarski
    - dowódca artylerii dywizyjnej – płk dypl. Czesław Szystowski
    - dowódca kawalerii dywizyjnej – mjr Władysław Kazimierz Szczerbik

  - Sztab
    - szef sztabu – ppłk dypl. Artemi Andzaurow
      - oficer operacyjny – kpt. dypl. Jan Kazimierz Lech
      - kwatermistrz – kpt. dypl. Stefan Dobrowolski
- 68 pułk Piechoty Wielkopolskiej (Września)
- 69 pułk Piechoty Wielkopolskiej (Gniezno)
- 70 pułk Piechoty Wielkopolskiej (Pleszew)
- 17 pułk artylerii lekkiej Wielkopolskiej (Gniezno)
- 17 dywizjon artylerii ciężkiej
- 17 batalion saperów
- bateria artylerii przeciwlotniczej motorowa typ A nr 17 – kpt. Wiktor Borodzicz
- szwadron kawalerii dywizyjnej nr 17 – mjr Władysław Kazimierz Szczerbik
- kompania kolarzy nr 72 – por. Lucjan Gmachowski
- samodzielna kompania karabinów maszynowych i broni towarzyszącej nr 72 – ppor. Marian Bogdan Ginter
- 17 kompania łączności – kpt. Zygmunt Majcherkiewicz
- kompania sztabowa – kpt. Bolesław Jagoszewski
- kompania gospodarcza – por. Franciszek Szeszuła
- 702 kompania sanitarna – mjr lek. dr Józef Pajzderski
- 702 szpital polowy – ppłk lek. dr Jan Małuj
- pluton pieszy żandarmerii nr 17 – kpt. Stanisław Faliszewski
- Ośrodek Zapasowy - ppłk Aleksander Kiszkowski

## Obsada personalna dowództwa dywizji w latach 1919-1939
Dowódcy dywizji

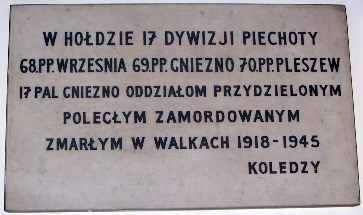
Tablica w kościele garnizonowym w Londynie

- gen. ppor. Wincenty Odyniec (do 25 V 1920)
- gen. ppor. Adolf Kuczewski (od 25 V 1920)
- płk piech. Stanisław Taczak (p.o. 23 – 26 VIII 1920)
- gen. ppor. Aleksander Osiński (VII 1920 – I 1921)
- gen. bryg. Stanisław Taczak (22 I 1921 – 31 X 1928)
- gen. bryg. Radosław Dzierżykraj-Stokalski (5 XI 1928[13] – 15 I 1930)
- gen. bryg. Tadeusz Malinowski (15 I 1930[14] – III 1936)
- gen. bryg. Maksymilian Milan-Kamski (IV 1936 – VIII 1939)
- płk dypl. Mieczysław Mozdyniewicz (VIII – IX 1939)

Dowódcy piechoty dywizyjnej
- płk piech. Stanisław Thiel (X – XII 1921 → do rezerwy)
- płk piech. Marian Konstanty Burzmiński (1 VI 1922 – 28 II 1927)
- płk dypl. Rudolf Kawiński (19 III 1927 – 25 X 1931 → pomocnik dowódcy OK X ds uzupełnień)
- płk piech. Roman Witorzeniec (25 X 1931 - XI 1935 → pomocnik dowódcy OK V)
- płk dypl. Tadeusz Alf-Tarczyński (XI 1935 – 1938 → pomocnik dowódcy OK II)
- płk dypl. piech. Władysław Smolarski (8 V 1938 – 17 IX 1939)

Szefowie sztabu
- mjr SG (sap.) dr Marian Steifer (1921 – 1 IV 1924 → szef Ekspozytury Nr 3 Oddziału II SG w Poznaniu[15])
- mjr SG (piech.) dr Bolesław Pikusa (1 VI[16][17] – 1 VII 1924 → wykładowca WSWoj.[18])
- kpt. / mjr SG Andrzej Liebich (15 X 1924 – 1925)
- mjr SG Władysław Gadomski (1925 – 31 X 1927 → Generalny Inspektor Sił Zbrojnych)
- ppłk dypl. piech. Jan Korkozowicz (31 X 1927 – 5 XI 1928 → szef Oddziału Ogólnego Sztabu DOK IX)
- mjr dypl. piech. Józef I Biernacki (5 XI 1928 – 23 XII 1929)
- kpt. / mjr dypl. piech. Wacław Józef Domański (23 XII 1929 – 23 III 1932 → Sztab Główny[19])
- mjr dypl. Witold Barlog (23 III 1932[19] – X 1935 → dowódca baonu w 72 pp)
- mjr dypl. piech. Leon Wernic (X 1935 – 1937 → dowódca I/31 pp)
- kpt. dypl. art. Antoni Brochwicz-Lewiński (p.o. 1938)
- ppłk dypl. Artemi Andzaurow

### Obsada personalna w marcu 1939 roku
Ostatnia „pokojowa” obsada personalna dowództwa dywizji:
| Stanowisko                   | Stopień, imię i nazwisko               |
| ---------------------------- | -------------------------------------- |
| dowódca dywizji              | gen. bryg. Maksymilian Kamski-Milan    |
| dowódca piechoty dywizyjnej  | płk dypl. Władysław Smolarski          |
| dowódca artylerii dywizyjnej | płk dypl. art. Czesław Szystowski      |
| szef sztabu                  | ppłk dypl. art. Artemi Andzaurow       |
| I oficer sztabu              | kpt. dypl. mgr Jan Kazimierz Lech      |
| II oficer sztabu             | kpt. adm. (art.) Ludwik Wojciechowski  |
| komendant rejonu PW konnego  | mjr kaw. Władysław Kazimierz Szczerbik |
| dowódca łączności            | mjr łączn. Jan Bolesław Pawłowski      |
| oficer taborowy              | mjr kaw. Kazimierz Trzciński           |
| oficer intendentury          | kpt. int. Bronisław Rogójski           |

### Żołnierze Dywizji (w tym OZ) – ofiary zbrodni katyńskiej
Biogramy zamordowanych znajdują się na stronie internetowej Muzeum Katyńskiego
| Nazwisko i imię          | stopień                  | zawód             | miejsce pracy przed mobilizacją | zamordowany |
| ------------------------ | ------------------------ | ----------------- | ------------------------------- | ----------- |
| Hoffman Czesław          | podporucznik rezerwy     |                   |                                 | Katyń       |
| Sobieraj Jerzy           | podporucznik rezerwy     | technik           |                                 | Katyń       |
| Kiszkowski Aleksander    | podpułkownik dyplomowany | żołnierz zawodowy |                                 | Charków     |
| Pogonowski Marian Antoni | podporucznik rezerwy     | prawnik, mgr      |                                 | Charków     |
| Wołoszyn Wilhelm Tadeusz | porucznik                | żołnierz zawodowy |                                 | Charków     |
| Zioło Zdzisław Marian    | kapitan                  | żołnierz zawodowy | (e)                             | Charków     |